# Born on the Fourth of July
Born on the Fourth of July is een biografisch oorlogsdrama uit 1989 onder regie van Oliver Stone. Hij baseerde het verhaal op dat uit de gelijknamige autobiografie van Vietnamveteraan Ron Kovic, met wie hij dit samen bewerkte tot filmscenario. De film werd genomineerd voor acht Academy Awards, waarvan het die voor beste regie en beste montage daadwerkelijk won. Born on the Fourth of July kreeg daarnaast tien andere prijzen toegekend, waaronder vier Golden Globes (beste dramafilm, beste scenario, beste regie en beste hoofdrolspeler (Tom Cruise)) en een Political Film Society Award.

## Verhaal
Ron Kovic (Tom Cruise) is een doorsnee Amerikaanse jongen. Hij houdt van baseball, meisjes en het Amerikaanse volkslied. Hij droomt ervan een held te worden en meldt zich aan bij het Amerikaanse marinierskorps. In de Vietnamoorlog treft hij een wereld van ellende en wreedheid die in wrang contrast staat met zijn dromen van heldenmoed. Tijdens een vuurgevecht raakt Kovic zwaargewond. Een van de kogels die hem treffen, doorboort zijn long en ruggengraat. In het ziekenhuis heeft hij veel tijd na te denken en raakt hij overtuigd van de nutteloosheid van de oorlog.
Kovic overleeft zijn verwondingen, maar keert in een rolstoel terug naar huis. Hij zal nooit meer kunnen lopen. Hij is vastbesloten iedereen die hij tegenkomt te overtuigen van de waanzin van de Vietnamoorlog, maar stuit op een muur van onbegrip, onwetendheid en haat. Tijdens een vredesdemonstratie wordt hij uit zijn rolstoel gesleurd, bespuugd en geslagen. Toch gaat Kovic door met protesteren en zijn vredespleidooi wordt door de tegenwerking alleen maar sterker. Hij onderneemt een vredesreis door de VS en haalt daarmee de landelijke pers. Zo krijgt zijn boodschap alsnog serieuze aandacht en wordt Kovic toch de held die hij sinds zijn jeugd al wilde zijn.

## Rolverdeling
| Acteur             | Personage       |
| ------------------ | --------------- |
| Tom Cruise         | Ron Kovic       |
| Raymond J. Barry   | Mijnheer Kovic  |
| Caroline Kava      | Mevrouw Kovic   |
| Josh Evans         | Tommy Kovic     |
| Jamie Talisman     | Jimmy Kovic     |
| Anne Bobby         | Suzanne Kovic   |
| Samantha Larkin    | Patty Kovic     |
| Tom Berenger       | Sergeant Hayes  |
| Frank Whaley       | Timmy           |
| Jerry Levine       | Steve Boyer     |
| Richard Panebianco | Joey Walsh      |
| Rob Camilletti     | Tommy Finnelli  |
| Stephen Baldwin    | Billy Vorsovich |
| Michael McTighe    | Danny Fantozzi  |
| Richard Haus       | Sergeant Bowers |
| Kevin Harvey Morse | Jackie Kovic    |
| Kyra Sedgwick      | Donna           |

## Niet-verzilverde nominaties
Naast de prijzen die de film won, werd Born on the Fourth of July voor meer dan tien andere bekroningen genomineerd zonder ze te winnen. Hieronder waren:
- Academy Awards
  - beste film
  - beste hoofdrolspeler
  - beste bewerkte scenario
  - beste camerawerk
  - beste originele muziek
  - beste geluid
- Golden Globes:
  - beste muziek
- BAFTA Awards:
  - beste hoofdrolspeler
  - beste bewerkte scenario
- Filmfestival van Berlijn
  - Gouden Beer